# 도쿄 돔
도쿄 돔(일본어: 東京ドーム, Tokyo Dome)은 일본 도쿄도 분쿄구에 있는 일본 최초의 돔 구장이다. 1985년에 착공하여 1988년 3월 18일에 개장했으며 현재 일본 프로 야구 팀 요미우리 자이언츠가 홈 구장으로 사용하고 있으며 2004년 이후에는 홋카이도 닛폰햄 파이터스가 준본거지로 사용 중이다. 흰색의 돔 지붕이 전체적으로 달걀과 비슷하게 생겼다는 의미에서 일명 빅 에그(BIG EGG)라고도 불린다. 돔을 가압 공기를 이용하여 부풀리는 방식을 사용하고 있으며, 이 때문에 돔 내부의 기압은 바깥에 비해 0.3퍼센트 높다. 미국 미네소타주에 있는 메트로돔을 모델로 하였다.
이 구장은 야구 외에도 축구 등 기타 스포츠나 대형 콘서트, 전시회 등의 용도로 사용되고 있다. 도쿄 돔 관중석 상단에 있는 광고판들, 천정 위 가운데에 있는 대형 카메라가 있는데, 시즌 중에 홈런 타구가 여기를 맞추면 그 타자에게 상금이 주어진다.

## NBA경기
| 날짜            | 팀1                 | 스코어    | 팀2                 |
| --------------- | ------------------- | --------- | ------------------- |
| 1996년 11월 7일 | 올랜도 매직         | 108 - 95  | 뉴저지 네츠         |
| 1996년 11월 9일 | 뉴저지 네츠         | 82 - 86   | 올랜도 매직         |
| 1999년 11월 6일 | 미네소타 팀버울브스 | 95 - 100  | 새크라멘토 킹스     |
| 1999년 11월 7일 | 새크라멘토 킹스     | 101 - 114 | 미네소타 팀버울브스 |

## 사진

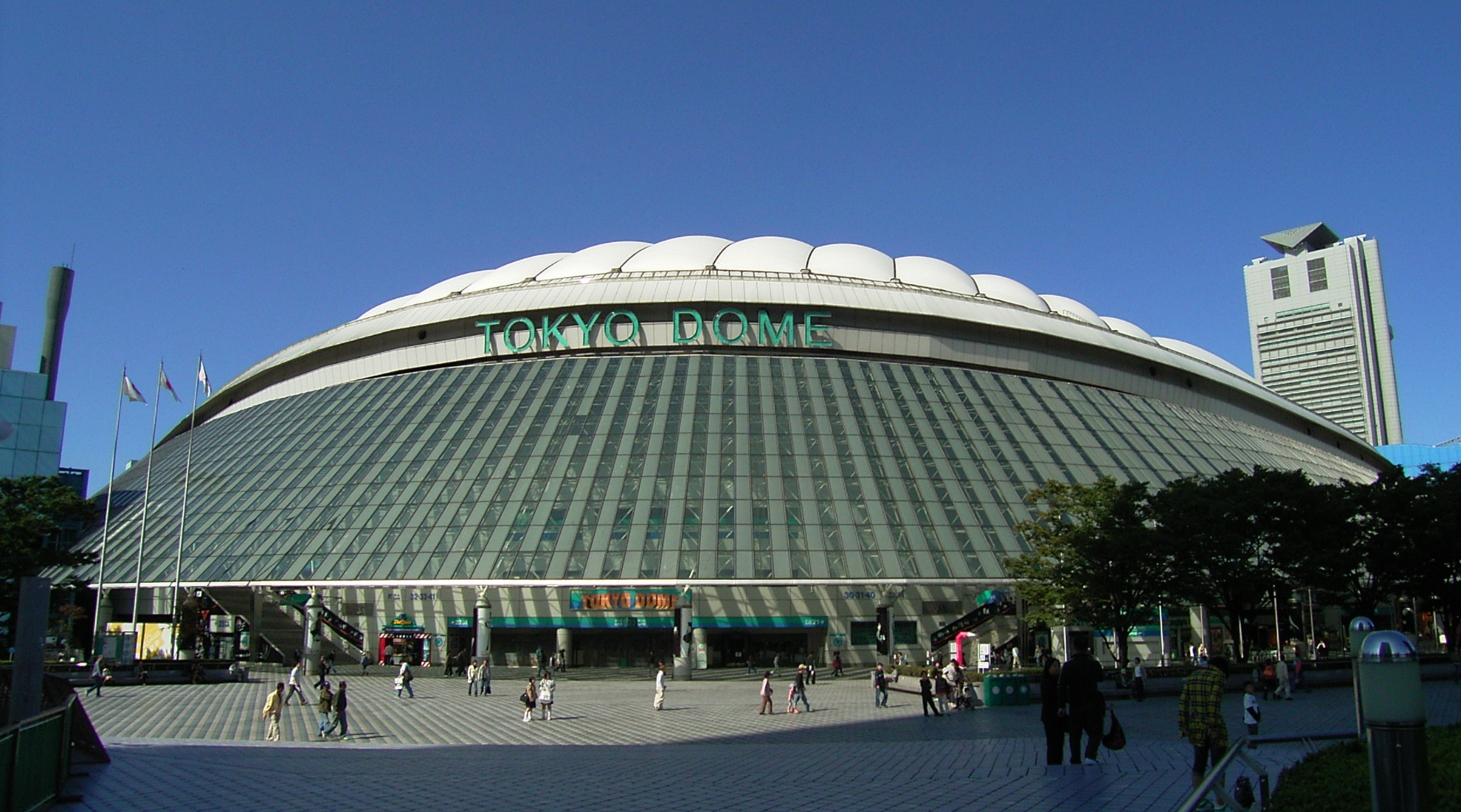
도쿄 돔 전경
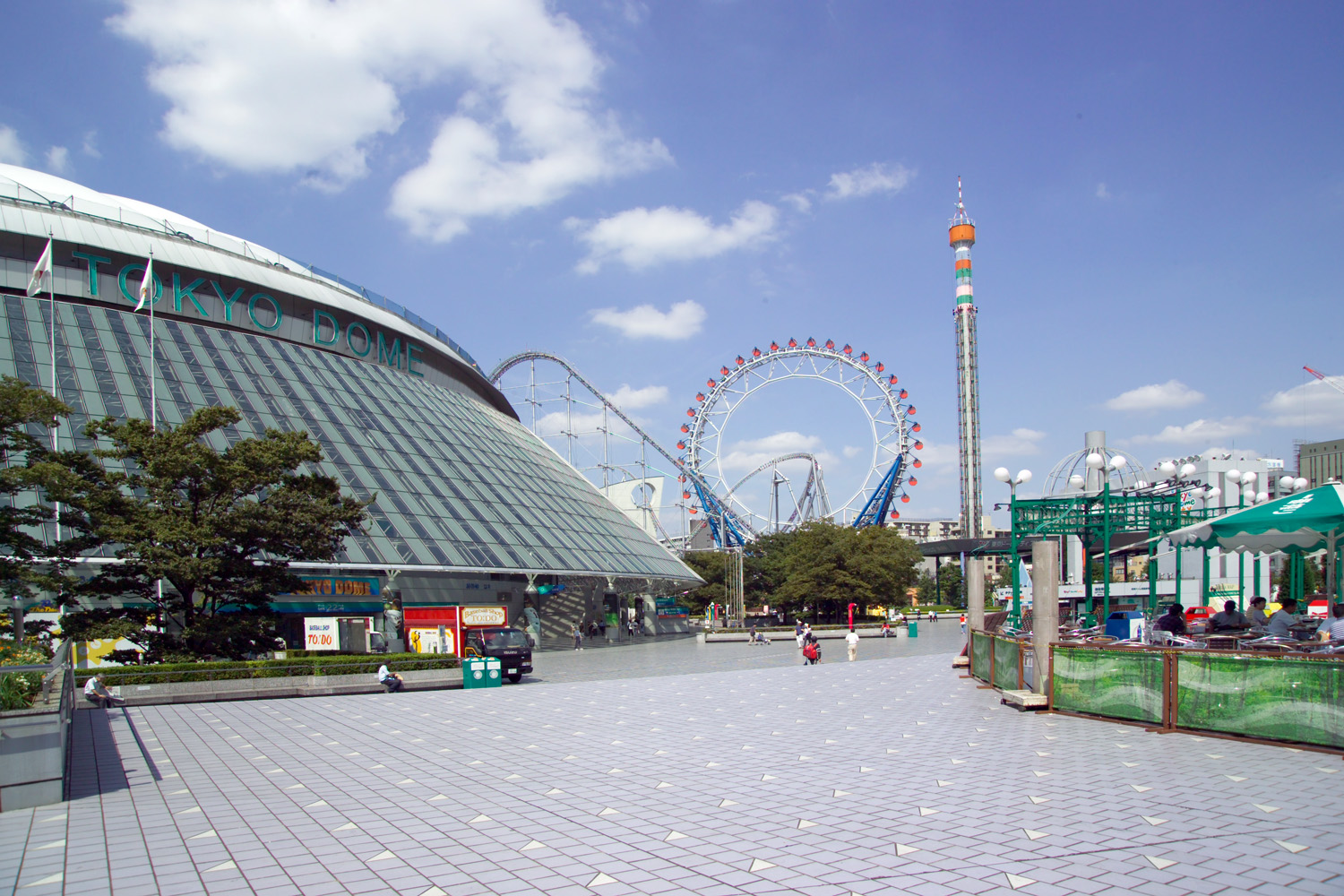
도쿄 돔 바로 옆에 위치한 놀이공원
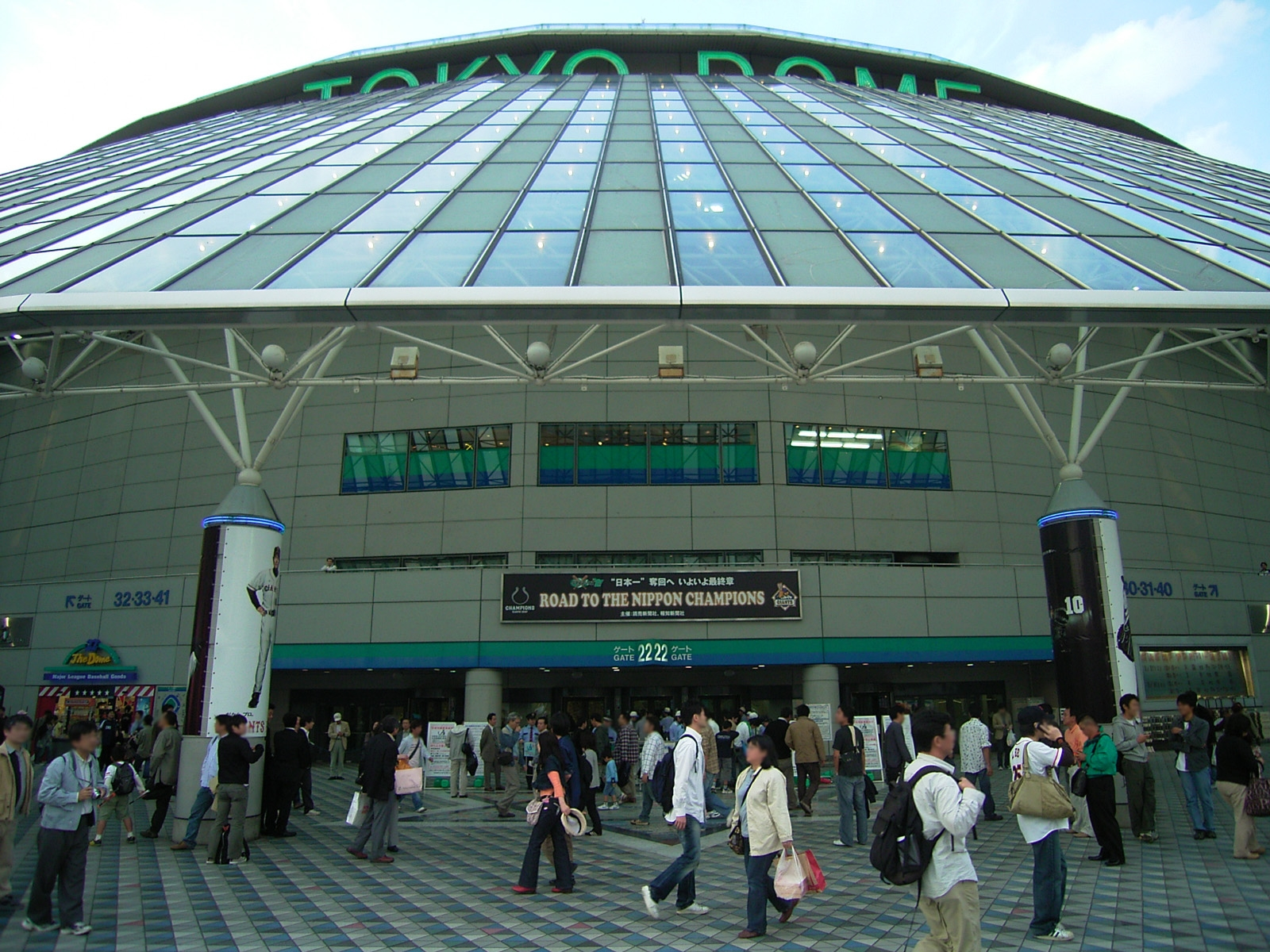
정문 입구
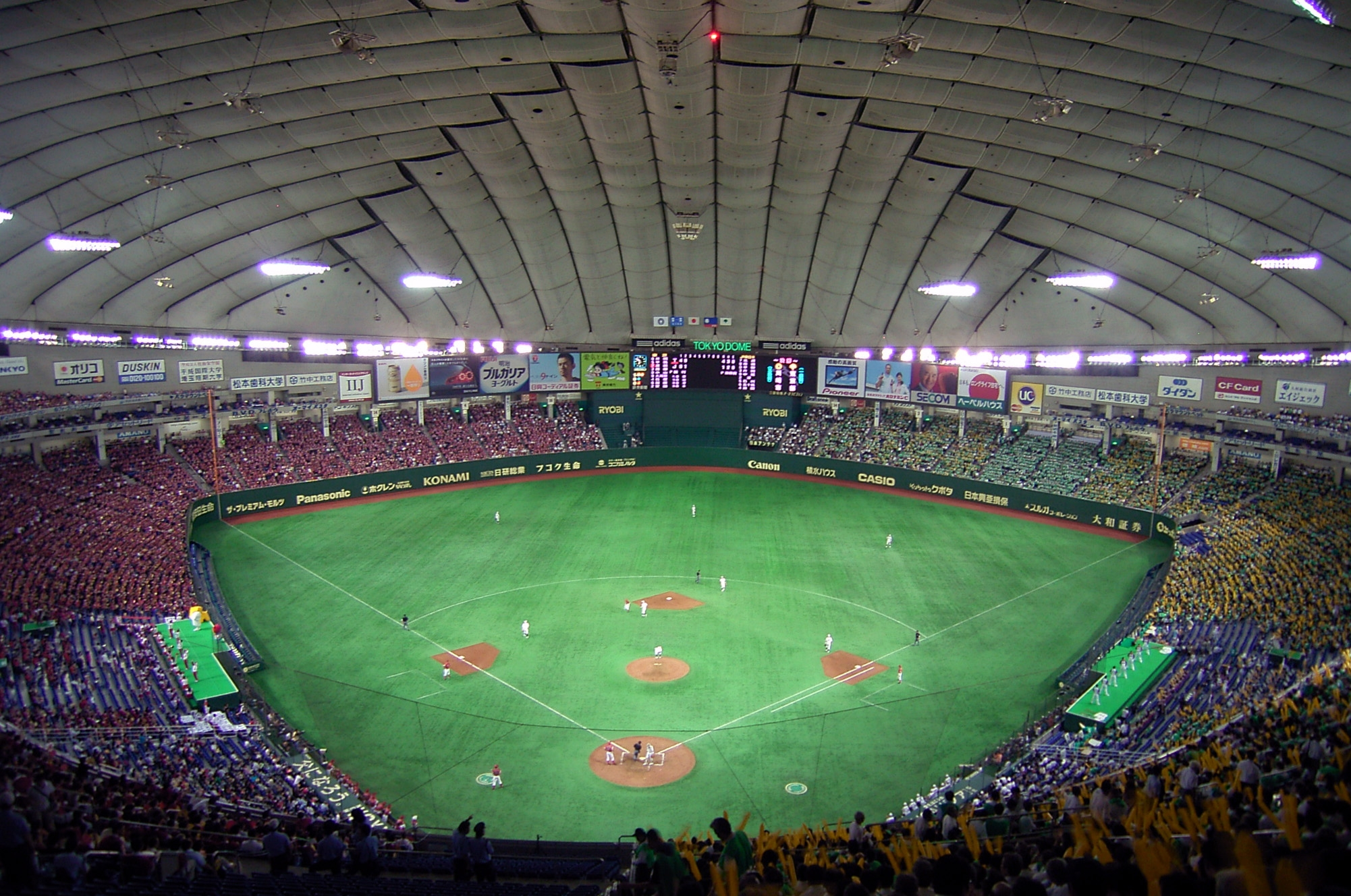
도쿄 돔의 내부
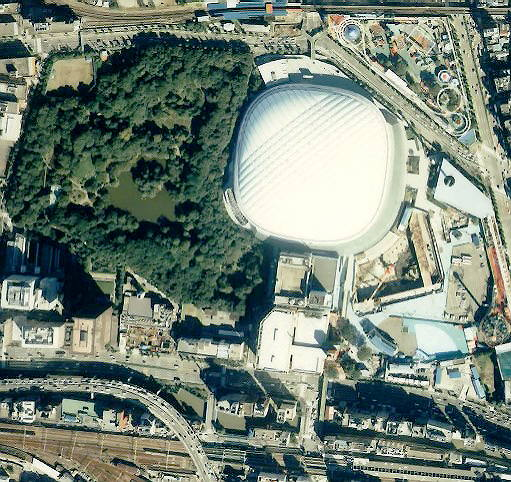
도쿄 돔 위성 사진(1989년 촬영)
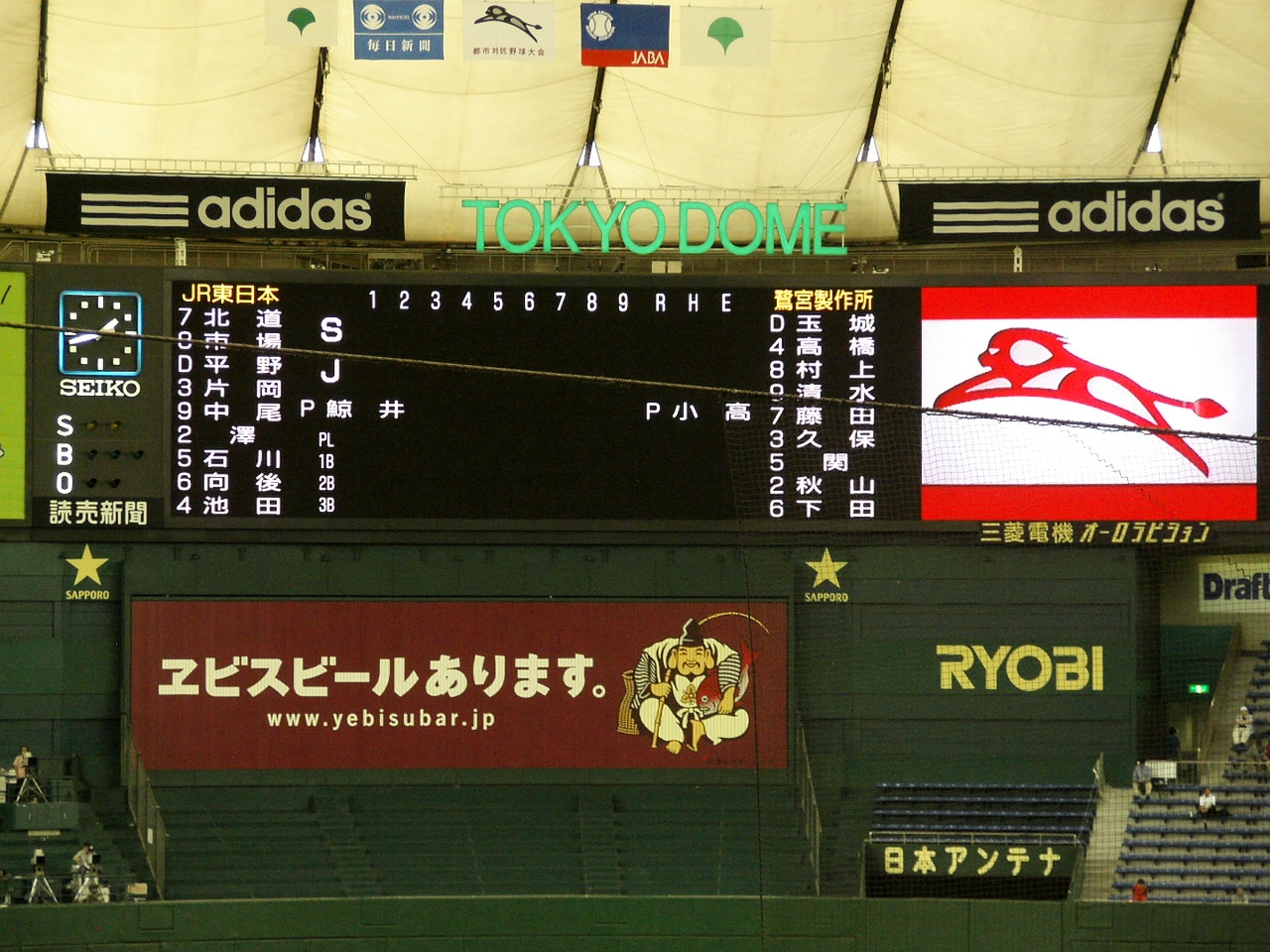
전광판(사회인야구 경기)
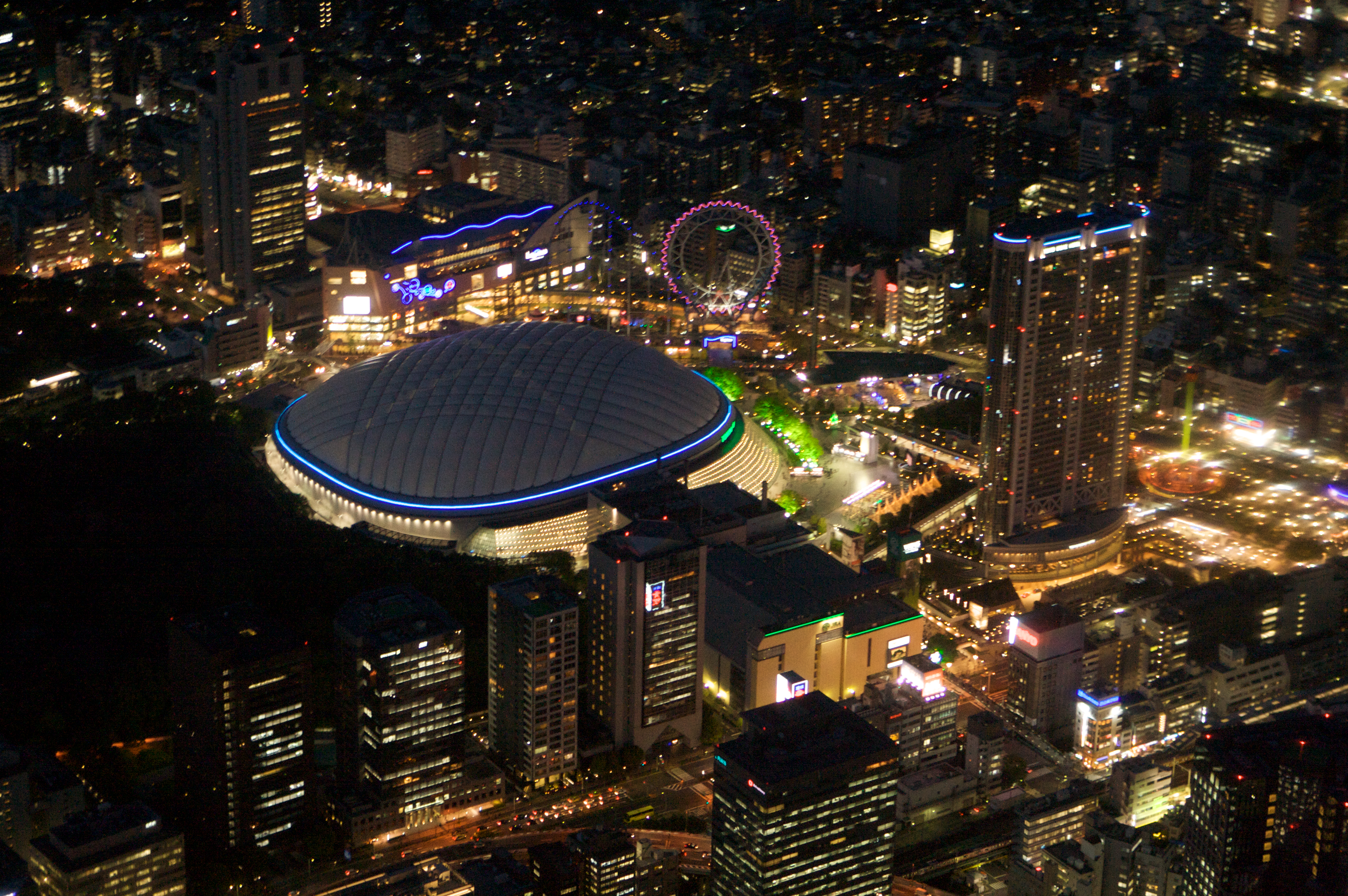
하늘에서 본 도쿄 돔의 야경
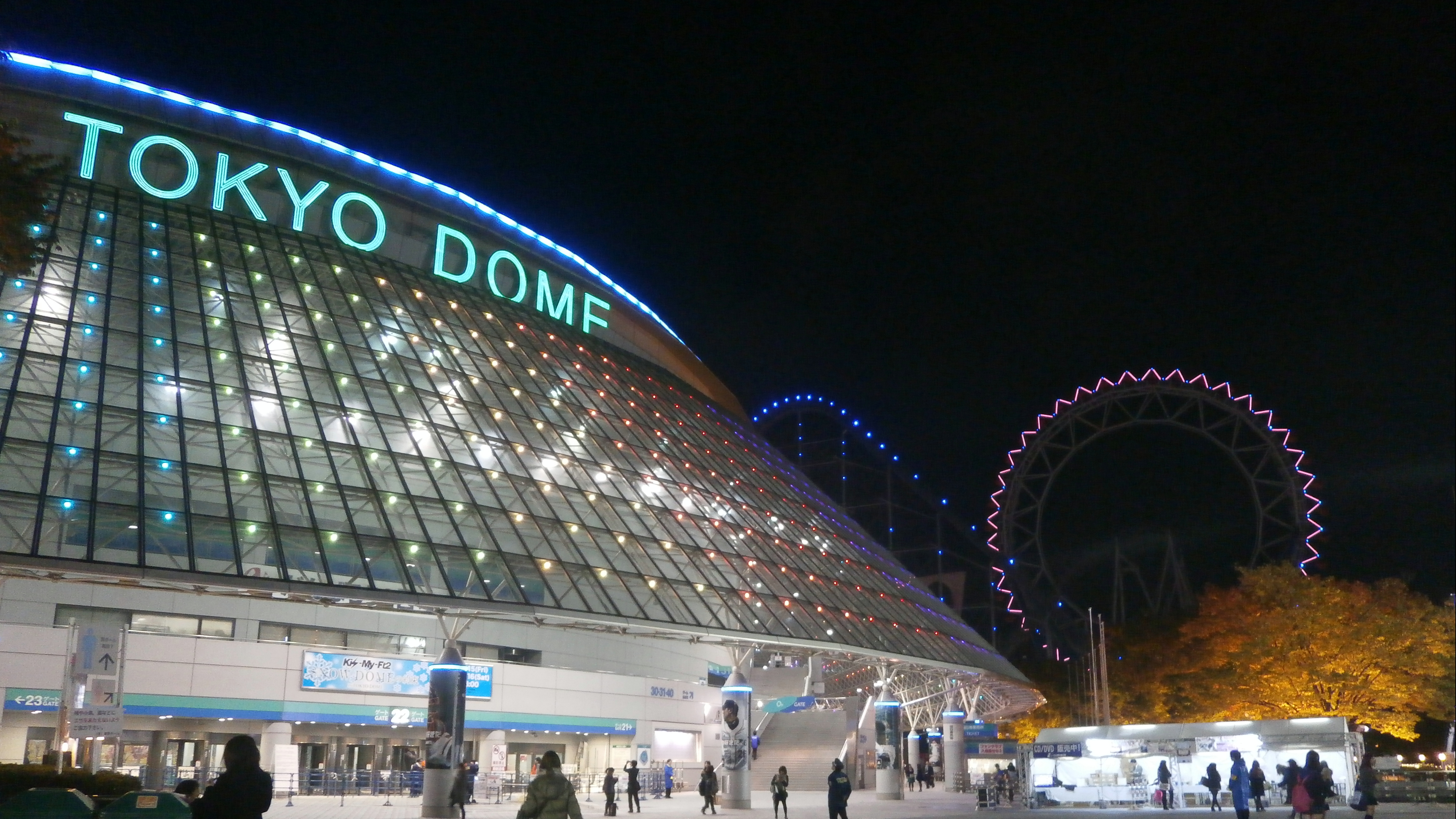
도쿄 돔의 야경
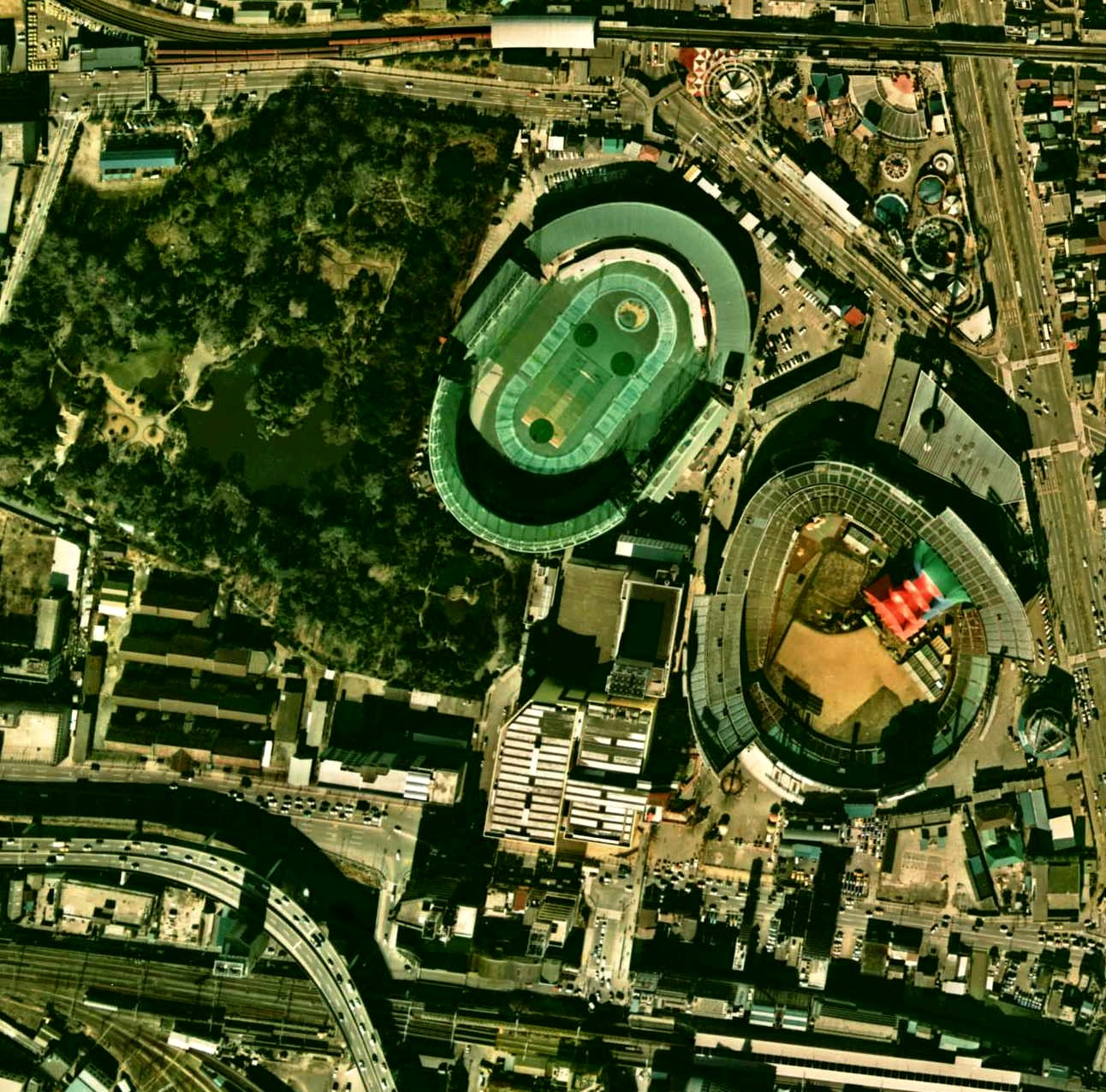
요미우리 자이언츠의 예전 홈구장이었던 고라쿠엔 구장(1974년 촬영)
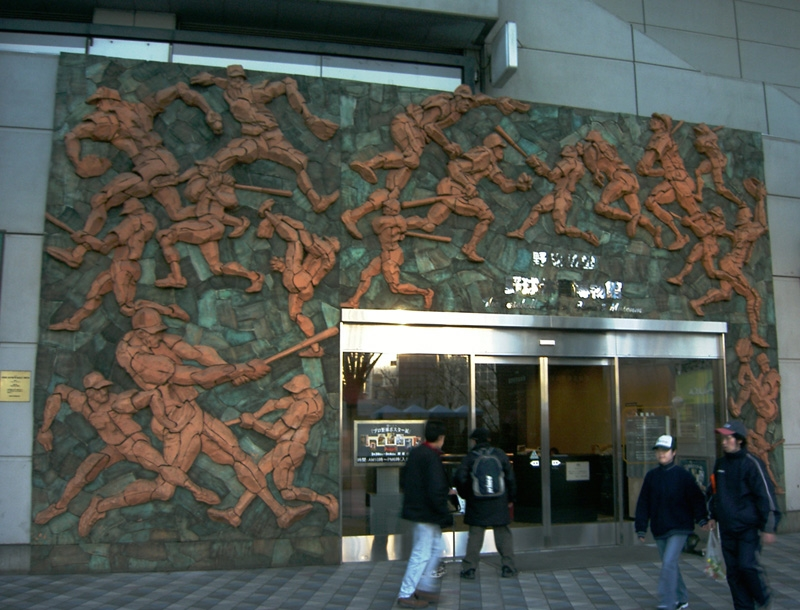
야구 전당 박물관 (도쿄돔에 병설)

## 가까운 역
- 스이도바시역 - 동일본 여객철도 주오·소부 완행선, 도쿄 도 교통국 지하철 미타 선
- 가스가 역 - 도쿄 도 교통국 지하철 미타 선, 지하철 오에도 선
- 고라쿠엔 역 - 도쿄 지하철 마루노우치 선, 난보쿠 선